# Natthakarn Chinwong
Natthakarn Chinwong (thai: ณัฐกานต์ ชินวงศ์), född 15 mars 1992, är en thailändsk fotbollsspelare.
Hon spelar som försvarare i det thailändska landslaget och för klubblaget BG Bundit Asia.